# Pachynematus montanus
Pachynematus montanus är en stekelart som först beskrevs av Ernst Gustav Zaddach 1883.  Pachynematus montanus ingår i släktet Pachynematus, och familjen bladsteklar. Arten är reproducerande i Sverige.